# Возники
Возники (пол. Woźniki, нем. Woischnik)  —  город  в Польше, входит в Силезское воеводство,  Люблинецкий повят.  Имеет статус городско-сельской гмины. Занимает площадь 70,42 км². Население — 4420 человек (на 2004 год).